# Elli Parvo
Elvira Gobbo, connue sous le nom de scène Elli Parvo (née le 17 octobre 1915 à Milan et morte le 19 février 2010 à Rome) est une actrice italienne.

## Filmographie
- 1934 : Teresa Confalonieri de Guido Brignone : la noble au bal
- 1937 : Le Féroce Saladin (Il Feroce Saladino) de Mario Bonnard : l'actrice maquillée à l'orientale
- 1937 : Lasciate ogni speranza de Gennaro Righelli : Gemma
- 1937 : Gatta ci cova de Gennaro Righelli : Vanna
- 1938 : Partire d'Amleto Palermi : la paysanne avec le nouveau-né
- 1938 : Jeanne Doré de Mario Bonnard : figurante au bal
- 1938 : Mia moglie si diverte de Paul Verhoeven : Yvonne
- 1939 : Il Marchese di Ruvolito de Raffaello Matarazzo : Immacolata, la fille de Donna Placida
- 1939 : La Notte delle beffe de Carlo Campogalliani : Maria, la fille du patron
- 1940 : Arditi civili de Domenico Gambino : la femme fatale
- 1940 : La Donna perduta de Domenico Gambino : Ninon / Giacomina
- 1940 : Miseria e nobiltà de Corrado d'Errico : Donna Luisella
- 1940 : Le Pont des soupirs (I Ponte dei sospiri) de Mario Bonnard : Armida
- 1941 : Ridi pagliaccio de Camillo Mastrocinque : la maîtresse de Giorgio
- 1941 : Beatrice Cenci de Guido Brignone : Angela
- 1941 : L'allegro fantasma d'Amleto Palermi : Erika
- 1941 : Le Roi s'amuse (I Re si diverte) de Mario Bonnard : la gitane
- 1942 : M.A.S. de Romolo Marcellini : Marta
- 1942 : Dans les catacombes de Venise (I due Foscari) d'Enrico Fulchignoni : Zanze
- 1942 : Sette anni di felicità d'Ernst Marischka et Roberto Savarese : Melitta, la femme de chambre
- 1942 : Macario au Far West (Il Fanciullo del west) de Giorgio Ferroni : Lolita de Fuego
- 1945 : La Porte du ciel (La Porta del cielo) de Vittorio De Sica : la femme provocante
- 1945 : Carmen de Christian-Jaque : Pamela
- 1946 : Le Soleil se lèvera encore (Il Sole sorge ancora) d'Aldo Vergano : Donna Matilda
- 1946 : La Proie du désir (Desiderio), de Marcello Pagliero et Roberto Rossellini : Paola Previtali
- 1946 : Un Americano in vacanza de Luigi Zampa : Elena
- 1947 : Les Frères Karamazov (I Fratelli Karamazoff) de Giacomo Gentilomo : Grùscenka
- 1948 : La Loi du sang (Legge di sangue)' de Luigi Capuano : Rosa
- 1948 : L'urlo de Ferruccio Cerio : Silvia
- 1948 : Le Chevalier mystérieux (Il Cavaliere misterioso) de Riccardo Freda : la dogaresse
- 1948 : Le Pain des pauvres (Vertigine d'amore) de Luigi Capuano : Silvana Resplanton
- 1950 : Santo disonore de Guido Brignone : Amalia
- 1950 : Pour l'amour du ciel (E' più facile che un cammello...) de Luigi Zampa : la comtesse Guidi
- 1951 : Toto terzo uomo de Mario Mattoli : Teresa, la femme de Paolo
- 1952 : Rosalba, la fanciulla di Pompei de Natale Montillo : Ambrosiano / Laura Bernardi
- 1953 : Voto di marinaio d'Ernesto de Rosa : Mimi
- 1954 : L'Art de se débrouiller (L'Arte di arrangiarsi) de Luigi Zampa : Emma, la femme du maire
- 1954 : La Luciana de Domenico Gambino : Yvonne
- 1954 : L'Amante di Paride, segment The Face That Launched a Thousand Ships de Marc Allégret : Junon
- 1955 : Giuramento d'amore de Roberto Bianchi Montero : la maîtresse d'Edoardo
- 1955 : Ce soir... rien de nouveau (L'Ultimo amante) de Mario Mattoli : Clelia, la patronne de la pension
- 1956 : Mi permette, babbo! de Mario Bonnard : la soprano Fasoli
- 1957 : Le Cri (Il Grido) de Michelangelo Antonioni : Donna Matilda
- 1957 : Aphrodite, déesse de l'amour de Fernando Cerchio et Viktor Tourjansky : Elena
- 1959 : Il mondo dei miracoli de Luigi Capuano : Magda Damiani
- 1960 : Madri pericolose de Domenico Paolella : la veuve Rossini